# Samba Félix Ndiaye

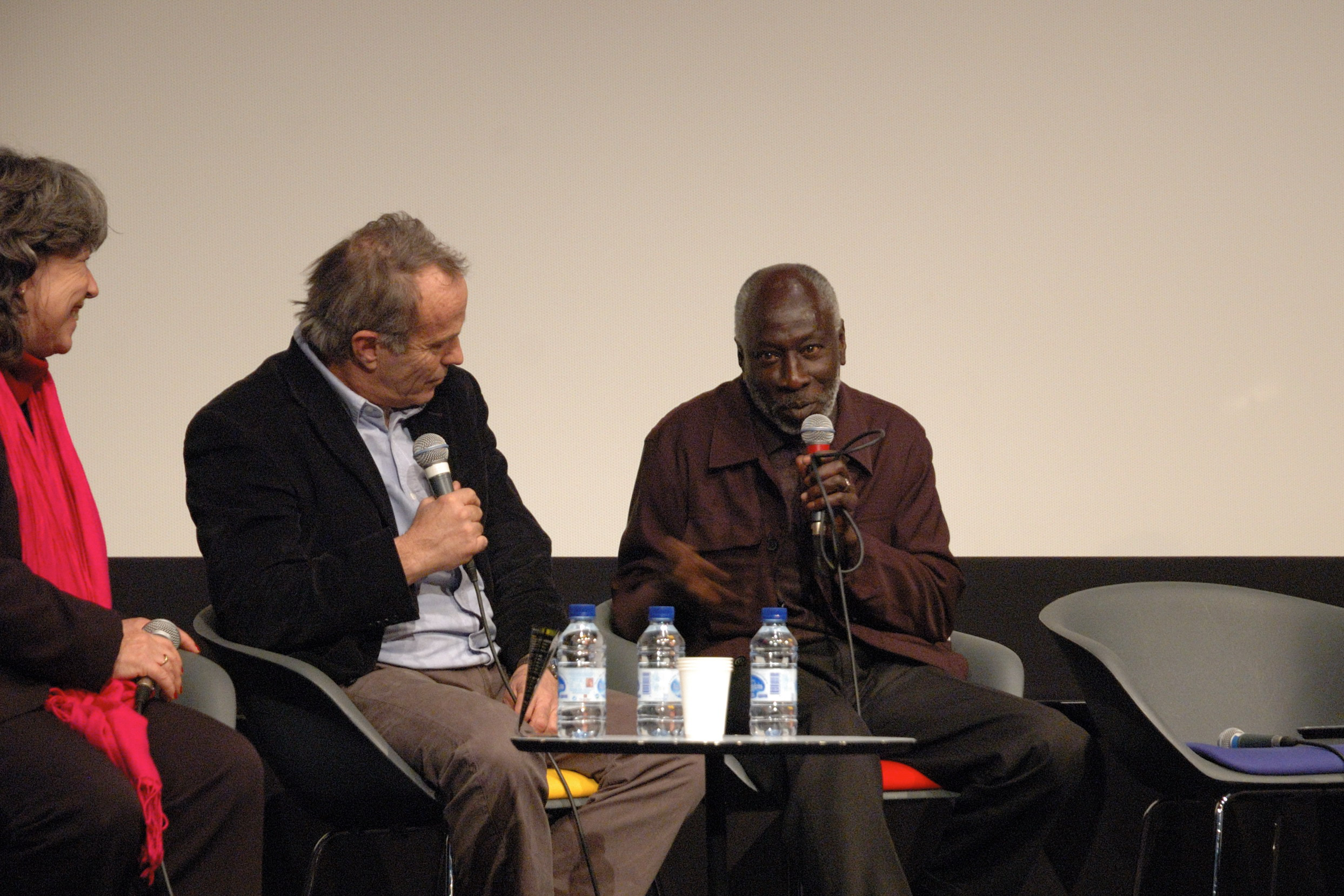
.....

Samba Félix N'diaye (6 de marzo de 1945–6 de noviembre de 2009) fue un cineasta senegalés. Uno de los primeros pilares de la industria cinematográfica senegalesa, es considerado el padre del documental africano. Realizó varios cortometrajes documentales aclamados por la crítica como Trésors des poubelles, Ngor, l'esprit des lieux, Les malles y Geti Tey. También fue escritor y director de fotografía.

## Biografía
Ndiaye nació el 6 de marzo de 1945 en Dakar, Senegal. Asistió con regularidad al cineclub del Centro Cultural Francés en su ciudad natal. Se formó en derecho y economía en la Universidad de Dakar y asistió a la Universidad de París VIII, donde obtuvo una Maestría en Cine y Estudios Audiovisuales. Posteriormente, se incorporó al Instituto Lumière para estudiar cinematografía y montaje.

## Carrera profesional
En 1974, dirigió su primer cortometraje documental Perantal, como parte de su maestría en cine. En 1978, realizó el corto Geti Tey en el que se habla de las dificultades a las que se enfrentan los pescadores artesanales de Kayar, Hann o Soumbédioune, cuya actividad se ve amenazada. En 1989, realizó una serie de cinco cortometrajes reunidos bajo el título Trésors des poubelles. El mismo año realizó el corto Aqua, una “metonimia urbana” casi sin palabras.
En 1994, realizó su primer largometraje Ngor, l'esprit des lieux sobre los habitantes de Ngor, un pueblo situado en las afueras de Dakar. Desde finales de la década de 1990, se preocupó principalmente por los documentales de temática política, Lettre à Senghor fue estrenado en 1998. Como escritor, escribió el documental Rwanda, pour mémoire, centrado en el genocidio de Ruanda de 1994. En 2007, realizó el documental Questions à la terre natale.

## Filmografía
| Año  | Película                             | Papel                                              | Tipo                    | Ref.   |
| ---- | ------------------------------------ | -------------------------------------------------- | ----------------------- | ------ |
| 1974 | Perantal                             | Director, escritor, director de fotografía, editor | Cortometraje documental |        |
| 1976 | La confrérie des Mourides            | Director, escritor, director de fotografía, editor | Cortometraje documental |        |
| 1977 | Pêcheurs de Kayar                    | Director, escritor, director de fotografía, editor | Cortometraje documental |        |
| 1978 | Geti Tey                             | Director, director de fotografía, productor        | Cortometraje documental | [ 9 ]  |
| 1984 | Xew Xew                              | Productor ejecutivo                                | Documental              |        |
| 1986 | La santé, une aventure peu ordinaire | Director, escritor, director de fotografía, editor | Cortometraje documental |        |
| 1989 | Trésors des poubelles                | Director, escritor, director de fotografía, editor | Documental              |        |
| 1989 | Teug, chaudronnerie d'art            | Director, escritor, director de fotografía, editor | Cortometraje documental | [ 10 ] |
| 1989 | Les malles                           | Director, escritor                                 | Cortometraje documental |        |
| 1989 | Les chutes de Ngalam                 | Director, escritor, director de fotografía, editor | Cortometraje documental |        |
| 1989 | Diplomado a la tomate                | Director, escritor, director de fotografía, editor | Cortometraje documental |        |
| 1989 | Agua                                 | Director, escritor, director de fotografía, editor | Cortometraje documental |        |
| 1992 | Dakar Bamako                         | Director                                           | Documental              |        |
| 1992 | Amadou Diallo, un peintre sous verre | Director, escritor, editor                         | Cortometraje documental |        |
| 1992 | Hiena                                | Productor ejecutivo                                | Documental              |        |
| 1994 | Ngor, l'esprit des lieux             | Director, escritor                                 | Película                |        |
| 1998 | Lettre à Senghor                     | Director, escritor                                 | Documental              | [ 11 ] |
| 2001 | Nataal                               | Director, escritor, director de fotografía, editor | Documental              |        |
| 2003 | Ruanda, pour mémoire                 | escritor                                           | Documental              |        |
| 2007 | Preguntas a la terre natale          | Director                                           | Documental              |        |

## Muerte
Ndiaye murió el 6 de noviembre de 2009 en Dakar a la edad de 64 años debido a complicaciones de la malaria cerebral. Fue enterrado en el cementerio de Yoff.